# FM 군마
FM군마는 일본의 FM라디오 방송국으로 1985년 10월 1일 개국했으며 군마현에서 방송을 실시하고 있다.
JFN에 가맹했으며 약칭은 FMG, 애칭은 FM군마(FMぐんま), 콜사인은 JORU-FM이다.

## 개요
- 군마현의 유일한 현역 라디오 방송국이기 때문에 음악중심의 다른 FM 라디오 방송국과 달리 여러 장르의 프로그램을 방송하고 있다.
  - 이 때문에 JFN 계열 방송국 중 유일하게 매년 여름에 열리는 전국 고등학교 야구 선수권 대회 군마현 대회 실황 중계를 방송하고 있다.
- 방송국 내에 보도국이 설치되어 있어 다른 지역 FM 방송국보다 뉴스 , 정보 프로그램을 많이 방송하고 있다.

## 연혁
- 1984년 12월 18일 주식회사 에프엠 군마 창립
- 1985년 9월 15일 개국에 앞서,서비스 방송을 개시.
- 1985년 10월 1일 일본 17번째 민영 FM 방송국으로 개국
- 1995년 4월 1일 FM 문자다중방송 개시
- 2011년 4월 12일 군마 현 전용으로 인터넷 라디오 radiko 시험 방송 시작.
- 2014년 3월 31일 FM 문자다중방송 폐지.

## 주파수
- 군마 방송국:86.3MHz(출력:1KW)
- 하루나 중계국:82.2MHz(출력:50W)
- 누마타 중계국:77.8MHz(출력:10W)
- 구사쓰 중계국:76.7MHz(출력:10W)
- 도네 중계국:79.4MHZ(출력:10W)
- 나가노하라 중계국:82.0MHz(출력:1W)
- 오니시마 중계국:87.1MHz(출력:3W)
- 만바 중계국:88.0MHz(출력:3W)

## 군마현에 있는 다른 텔레비전·라디오 방송국
- NHK 마에바시 방송국
- 군마 TV(GTV)(독립 텔레비전 방송국)